# Alaquines
Alaquines – meksykańskie miasto położone we wschodniej części stanu San Luis Potosí, siedziba władz gminy o tej samej nazwie.

## Położenie
Miejscowość leży w odległości około 140 km na wschód od stolicy stanu San Luis Potosí, w górach Sierra Madre Wschodnia.

## Klimat
Klimat w Alaquines zgodnie z klasyfikacją klimatów Köppena należy do klimatów subtropikalnych, z umiarkowanie suchym latem, oraz z ciepłą i suchą zimą (Cwa). Średnia roczna temperatura wynosi 20,2 °C, natomiast suma opadów 800 mm.